# Psi-uil
De psi-uil (Acronicta psi) is een nachtvlinder uit de familie Noctuidae (uilen). Ze hebben duidelijke gevormde zwarte drietandpijlen op de voorvleugels. De pijl die aan de ronde vlek vastzit heeft geen steel. Bij de nauw verwante Grote drietand (A. cuspis) is dit wel het geval.

Een tweede verwante soort is de drietand (A. tridens). Deze vlinders zijn allen nauwelijks van elkaar te onderscheiden, veelal is microscopisch onderzoek van de genitaliën nodig om uitsluitsel te geven. Merkwaardig genoeg zijn de rupsen van deze drie soorten pijluilen wel goed uit elkaar te houden.

## Verspreiding
De psi-uil komt in Nederland en België vrij algemeen voor. De vlinders geven de voorkeur aan zandgronden en de duinen als leefgebied. Ze kunnen zich door hun kleur en tekening uitstekend camoufleren op boomstammen om daar overdag te rusten.
De vliegtijd is van april tot september.

## Rups
De rups van de psi-uil wordt ongeveer 40&nbps;mm lang en heeft een puntig hoorntje op het eerste segment van het achterlijf; die van tridens heeft een befje bruin haar op de hoorn en is minder helder van kleur. De rupsen leven onder andere op wilgen, lindes, meidoorn en adelaarsvaren.

## Externe links

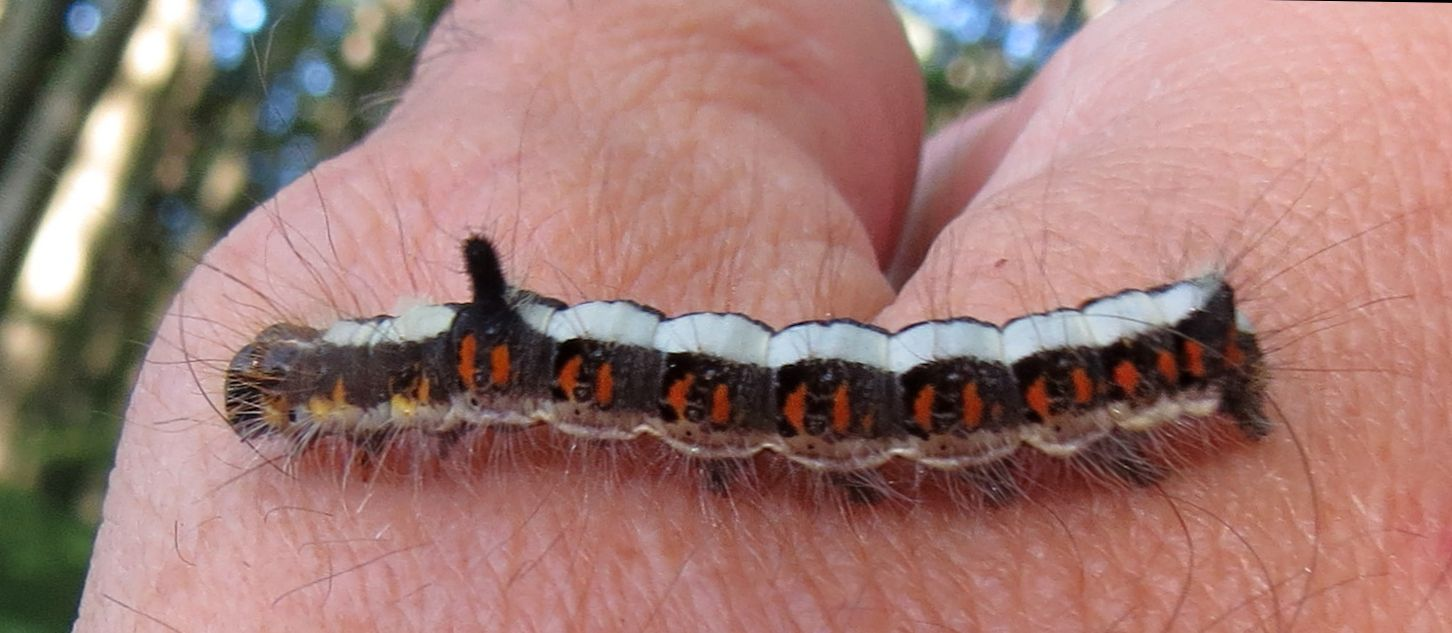
Volwassen larve in augustus
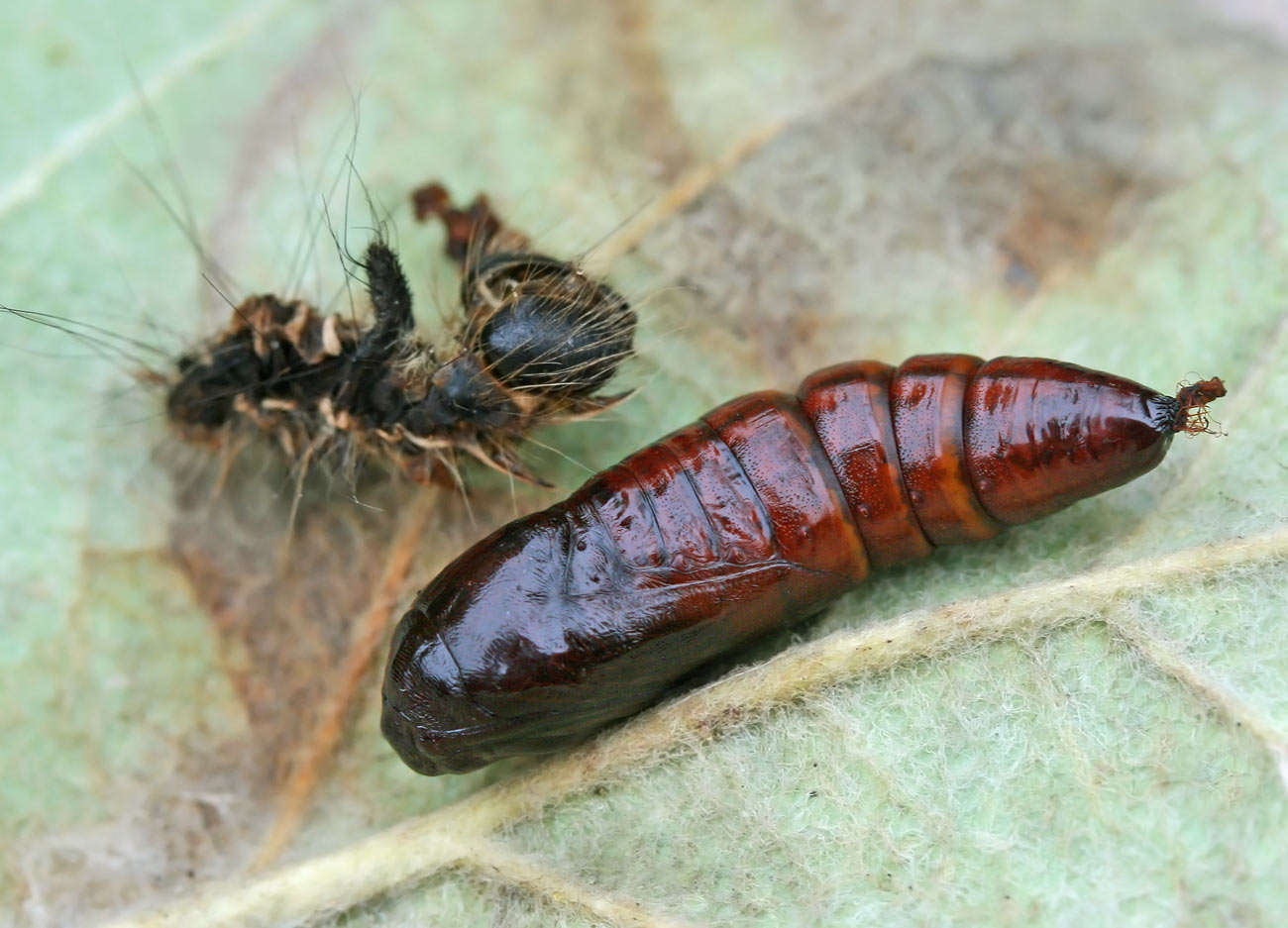
Pop